# Związek Południowej Afryki

Prowincje ZPA

Związek Południowej Afryki (ZPA) – dominium brytyjskie, istniejące w latach 1910–1961 na terenie obecnej suwerennej Republiki Południowej Afryki.
Powołane 31 maja 1910 roku, w wyniku połączenia brytyjskich kolonii w południowej Afryce. Związek składał się z Kraju Przylądkowego, Transwalu, Wolnego Państwa Orania i Natalu. Po ogłoszeniu suwerenności w 1961 roku Związek został przekształcony w republikę.
Związek miał charakter państwa unitarnego (w przeciwieństwie do federalistycznej Kanady czy Australii). Świadczyło o tym m.in. zniesienie parlamentów poszczególnych kolonii i powołanie w ich miejsce lokalnych rad. ZPA posiadał dwuizbowy parlament, który w systemie władzy miał największe znaczenie (demokracja parlamentarna). Stolicą administracyjną była Pretoria, siedziba parlamentu znajdowała się w Kapsztadzie. Językiem urzędowym były holenderski i angielski. W 1925 roku niderlandzki został zastąpiony przez język afrikaans.